# کارل رومت-نوم
کارل رومت-نوم (انگلیسی: Karl-Romet Nõmm؛ زادهٔ ۴ ژانویهٔ ۱۹۹۸) بازیکن فوتبال اهل استونی است.
وی همچنین در تیم‌های ملی فوتبال زیر ۱۷ سال استونی، زیر ۱۹ سال استونی، زیر ۲۱ سال استونی و استونی بازی کرده است.